# الفرقة المدرعة الثالثة
الفرقة المدرعة الثالثة هي تشكيل للجيش السوري مسؤول عن تأمين المدخل الشمالي إلى دمشق. وتتمركز الفرقة في مجمع عسكري بالقرب من القطيفة ودرجت العادة على النظر إليها على أنها واحدة من أكثر الفرق التقليدية موثوقية في حكومة الأسد.

## الهيكل
إن الفرقة جزء من فيلق الجيش السوري الثالث، ومتكونة من اللواء المدرع السابع والأربعون، اللواء المدرع الخامس والستون، اللواء المدرع الحادي والثمانون، اللواء الآلي الحادي والعشرون، وفوج مدفعية مجهول.
اعتباراً من عام 2011 كانت الفرقة تحت قيادة اللواء نعيم جاسم سليمان. وكان اللواء الخامس والستون تحت قيادة العميد جهاد محمد سلطان.

## التاريخ

### الانتفاضة الإسلامية في سوريا
قامت الفرقة، في ظل اللواء شفيق فياض، بدور رئيسي في هزيمة انتفاضة الإخوان المسلمين في الثمانينات. وخلال النزاع نشرت الفرقة بكاملها في حلب في مارس 1980، وتمركزت في المدينة لمدة عام كامل. كتب باتريك سيل عن الكيفية التي كان بها للفرقة «دبابة في كل شارع تقريبًا.» وكتب سيل عن حادثة أيضاً حيث وقف اللواء فياض على برج دبابة وأعلن بأن «هو كان على استعداد لقتل ألف رجل في اليوم لتخليص المدينة من آفات الإخوان المسلمين.»
واستخدمت الفرقة أيضا في الهجوم الحكومي على حماة، حيث قامت ألوية الفرقة السابع والأربعون المدرع والحادي والعشرون الآلي بتوفير العمود الفقري للهجوم.
تشير تقارير الإخوان المسلمين بعد الانتفاضة إلى أن ثلاثة أرباع الضباط وثلث جنود هذه الألوية هم علويين.

### محاولة انقلاب 1984
قامت الفرقة أيضاً في ظل فياض، بدور رئيسي في عرقلة محاولة الانقلاب التي قام بها رفعت الأسد في عام 1984. الفرقة الثالثة، إلى جانب قوات علي حيدر الخاصة والحرس الجمهوري، اشتبكت مع سرايا الدفاع التابعة لرفعت في دمشق. في حين قامت القوات الخاصة بنشر فصائل مضادة للدبابات في شوارع دمشق لمواجهة أرتال رفعت المدرعة وأحاطت بقواعد رفعت مع القناصة، زودت قوات فياض المدرعة الدعم المدرع والقوة النارية لعزل دمشق بالكامل من الخارج، لكي لا تستطيع وحدات سرايا الدفاع خارج دمشق (في لبنان وأبعد شمالاً) أن تأتي داخل دمشق ومحاصرة الـ30،000 أو نحو ذلك من القوات التابعة لرفعت ضمن ضواحي دمشق عملياً.

### الدور في الحرب الأهلية
اتهمت منظمة هيومن رايتس ووتش الفرقة بالمشاركة في قمع الاحتجاجات في بداية الحرب الأهلية السورية. وعلى وجه التحديد زعم أن الفرقة شاركت في القمع العنيف للاحتجاجات في دوما ودرعا في أبريل 2011. في دوما، زعم أن الفرقة تورطت في اعتقالات تعسفية، ونهب المنازل، وإطلاق النار على محتجين غير مسلحين.
تشارك الفرقة منذ ذلك الحين في حملة محافظة ريف دمشق.
في فبراير 2016، أبلغ عن وجود مقر الفرقة الثالثة واللواءين 155 و156 في القلمون.